# Tom Beck
Tom Beck (Nürnberg, 1978. február 26. –) német színész és énekes.

## Élete
Tom Beck 1978. február 26-án született Nürnbergben, Nyugat-Németországban.
1999-2003 között a Bajor Színészakadémián tanult musical szakon, majd színészetet, éneket és táncot tanult. 2005-ben több musicalben is szerepelt. Több hangszeren is játszik például zongorán és gitáron. 2008 óta tagja a német sikersorozat, a Cobra 11 csapatának, Ben Jäger felügyelőt alakítja. A Cobra 11 jóképű "rosszfiúja" ezen kívül több német filmben is szerepet kapott. A színészkedés mellett rendszeresen fellép együttesével is. 2013-ban fejezte be szereplését a Cobra 11-ben.

## Filmjei
- 2003: Eine unter Tausend
- 2004: Ein krasser Deal

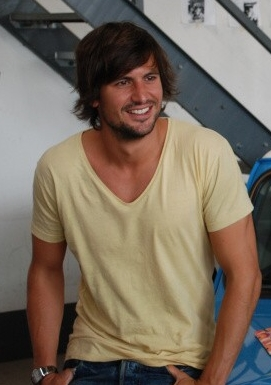
Beck 2009 augusztusában

- 2004: Csajok a csúcson 2. (Mädchen Mädchen 2)
- 2004: Schulmädchen
- 2005: Az utolsó tanú (Der letzte Zeuge), tévésorozat
- 2005: Alles außer Sex
- 2006: A rendőrség száma 110 (Polizeiruf 110), tévésorozat
- 2006: Rosenheim Cops
- 2006: In aller Freundschaft
- 2007: Die Frauen der Parkallee
- 2007: Dörte’s Dancing
- 2007: Spurlos
- 2007: Álom és szerelem (Rosamunde Pilcher), tévésorozat Pfeile der Liebe epizód
- 2008: Inga Lindström - Hochzeit in Hardingsholm
- 2007: Charly – Majom a családban (Unser Charly), tévésorozat
- 2007: Erdészház Falkenauban (Forsthaus Falkenau), tévésorozat
- 2009: Nyomozás Velencében (Donna Leon), tévésorozat
- 2008–2013: Cobra 11 (Alarm für Cobra 11 - Die Autobahnpolizei), tévésorozat
- 2009: Fülenincs nyúl 2. (Zweiohrküken)
- 2010: C.I.S. – Chaoten im Sondereinsatz
- 2011: Geister all inclusive
- 2011: Miért éppen szex? (Ausgerechnet Sex!)
- 2013: Schlussmacher
- 2014: Apai örömök (Vaterfreuden)
- 2014: Irre sind männlich
- 2014: Die abhandene Welt
- 2014: Alles ist Liebe
- 2014: Bella- Meine allerschlimmste Freundin
- 2014: Einstein, tévéfilm
- 2014: Landliebe
- 2015: Elcserélt világ (Die abhandene Welt)
- 2016: Szerelmes SMS (SMS für Dich)
- 2017–2019: Einstein rejtélyei (Einstein), tévésorozat

## Díjai
- 2001: Die beste Darstellung einer Musicalszene Förderpreis beim Bundeswettbewerb Gesang
- 2011: Legjobb színész - Wild And Young Award
- 2011: Ezüst Bravo Otto-díj 2011 Top férfi tévécsillagok
- 2012: Coolster Kommissar - (RTV-díj)
- 2012: Arany Bravo Otto-díj 2012 Legjobb férfi tévécsillagok
- 2013: Arany Bravo Otto-díj 2013 Legjobb férfi tévécsillagok
- 2013: Ezüst Bravo Otto-díj 2013 Super Hottie 2013